# Buk-myeon, Changwon
Buk-myeon (koreanska: 북면) är en socken i stadskommunen Changwon i provinsen Södra Gyeongsang i den sydöstra delen av Sydkorea, 280 km sydost om huvudstaden Seoul. Den ligger i stadsdistriktet Uichang-gu.